# Schalk van der Merwe (Politiker)
Schalk Willem van der Merwe (* 18. September 1922 in Citrusdal, Kapprovinz, Südafrikanische Union; † 24. Juli 1984 in Rundu, Namibia) war ein südafrikanischer Arzt und Politiker der Nasionale Party (NP), der unter anderem mehrmals Minister verschiedener Ressorts war.

## Leben
Schalk Willem van der Merwe begann nach dem Besuch der Grundschule in Citrusdal sowie der High School in Paarl 1940 ein Studium der Medizin an der Universität Kapstadt, das er 1946 mit einem Bachelor of Science (B.Sc. Medicine) sowie einem Bachelor im Fach Chirurgie (B.Sc. Surgery) beendete. Nach Abschluss des Studiums wurde er 1946 Arzt am Groote Schuur Hospital in Kapstadt, an dem später auch Christiaan Barnard wirkte. Bereits ein Jahr später nahm er 1947 eine Tätigkeit als praktischer Arzt in Keimoes auf und war dort auch als Chirurg tätig. Mitte der 1950er Jahre begann er sein Engagement für die Nasionale Party (NP) in der Kommunalpolitik, als er zum Mitglied des Rates von Keimoes gewählt wurde. Er war zwischen 1957 und 1960 erstmals Bürgermeister von Keimoes und anschließend von 1960 bis 1966 Mitglied des Exekutivausschusses der Kommunalen Union der Kapprovinz. Zugleich war er zwischen 1963 und 1966 abermals Bürgermeister von Keimoes sowie von 1963 bis 1964 Mitglied des Direktoriums der Vereinigten Kommunalen Gesellschaft. Neben seiner beruflichen und politische Tätigkeit absolvierte er ein postgraduales Studium der Fächer Wirtschafts-, Verwaltungs– und Politikwissenschaft an der Universität von Südafrika, das er 1964 mit einem weiteren Bachelor of Arts (B.A.) mit Auszeichnung beendete.
Bei den Wahlen am 30. März 1966 wurde van der Merwe erstmals zum Mitglied der Abgeordnetenkammer (Volksraad van Suid-Afrika) gewählt und vertrat in dieser bis 1980 den Wahlkreis Gordonia. 1968 schloss er ein weiteres postgraduales Studium der Politikwissenschaften an der Universität von Südafrika mit einem erneuten Bachelor of Arts ab. Am 18. Mai 1970 übernahm er im Kabinett Vorster II seine ersten Regierungsämter und fungierte zwischen 1970 und 1972 als Vizeminister für Inneres, Vizeminister für Soziales und Pensionen sowie Vizeminister für Angelegenheiten von Coloureds sowie Angelegenheiten des Homeland Rehoboth. 
Im Zuge eine Kabinettsumbildung wurde Schalk van der Merwe am 23. August 1972 von Premierminister Balthazar Johannes Vorster als Nachfolger von Carel de Wet zum Gesundheitsminister ernannt. Zugleich löste er am 23. August 1972 Jannie Loots als Vizeminister für Angelegenheiten von Coloureds sowie Angelegenheiten des Homeland Rehoboth ab. Im darauf folgenden Kabinett Vorster III blieb er zwischen dem 29. April 1974 und dem 10. Oktober 1978 weiterhin Gesundheitsminister. Ferner bekleidete er vom 29. April 1974 bis zu seiner Ablösung durch Hennie Smit 1976 das Amt als Minister für Angelegenheiten von Coloureds,
Angelegenheiten des Homeland Rehoboth und Beziehungen zu den Nama. Darüber hinaus war er als Nachfolger von Jannie Loots zwischen dem 23. Januar 1976 und dem 10. Oktober 1978 auch Minister für Umwelt, Planung und Statistik. Im anschließend gebildeten Kabinett Botha I bekleidete er zwischen dem 10. Oktober 1978 und bis zu seiner Ablösung durch Lourens Munnik am 11. August 1979 weiterhin den Posten als Gesundheitsminister. Zugleich löste er am 20. November 1978 Frederik Willem de Klerk als Minister für soziale Sicherheit und Renten ab und hatte auch dieses Amt bis zu seiner Ablösung durch Lourens Munnik am 11. August 1979 inne. Zuletzt fungierte er als Nachfolger von Wirtschaftsminister Chris Heunis vom 20. Juni 1979 bis zu seiner Ablösung durch Dawie de Villiers am 6. Oktober 1980 im Kabinett Botha I als Minister für Handel, Industrie und Verbraucherangelegenheiten.
Nach seinem Ausscheiden aus der Regierung wurde van der Merwe am 6. Oktober 1980 Präsident der Wirtschaftskommission des Kabinetts.